# 蜀葵
蜀葵（学名：Alcea rosea）是錦葵科蜀葵属植物，又名一丈红、熟季花、麻杆花、戎葵、吴葵、卫足葵、胡葵、戎葵。古又名菺（音同肩）。在晋语地区俗称为大花。原产中国西南地区，15世紀前傳入歐洲，世界各地均有栽培，花及根和种子可入药。

## 形态特征
多年生草本，高达2.5米，全株被星状毛，茎木质化，直立，不分枝，通常绿色或绿褐色。叶互生，圆钝形或卵状圆形，有时呈5－7浅裂，直径6－15厘米，先端钝圆，基部心形，边缘具圆齿，掌状脉5－7条；叶柄长2.5－4厘米。花大，有红、紫、白、黄及黑紫各色，单瓣或重瓣，单生于叶腋，直径6－9厘米；小苞片6－7，基部全生，先急尖，里面被长柔毛；萼钟状，5裂，裂片卵形；花瓣花丝连合成筒状，子房多室，每室1胚珠。果扁球形，直径约3厘米，成熟时每心皮自中轴分离。花期5－6月，果期6－7月。

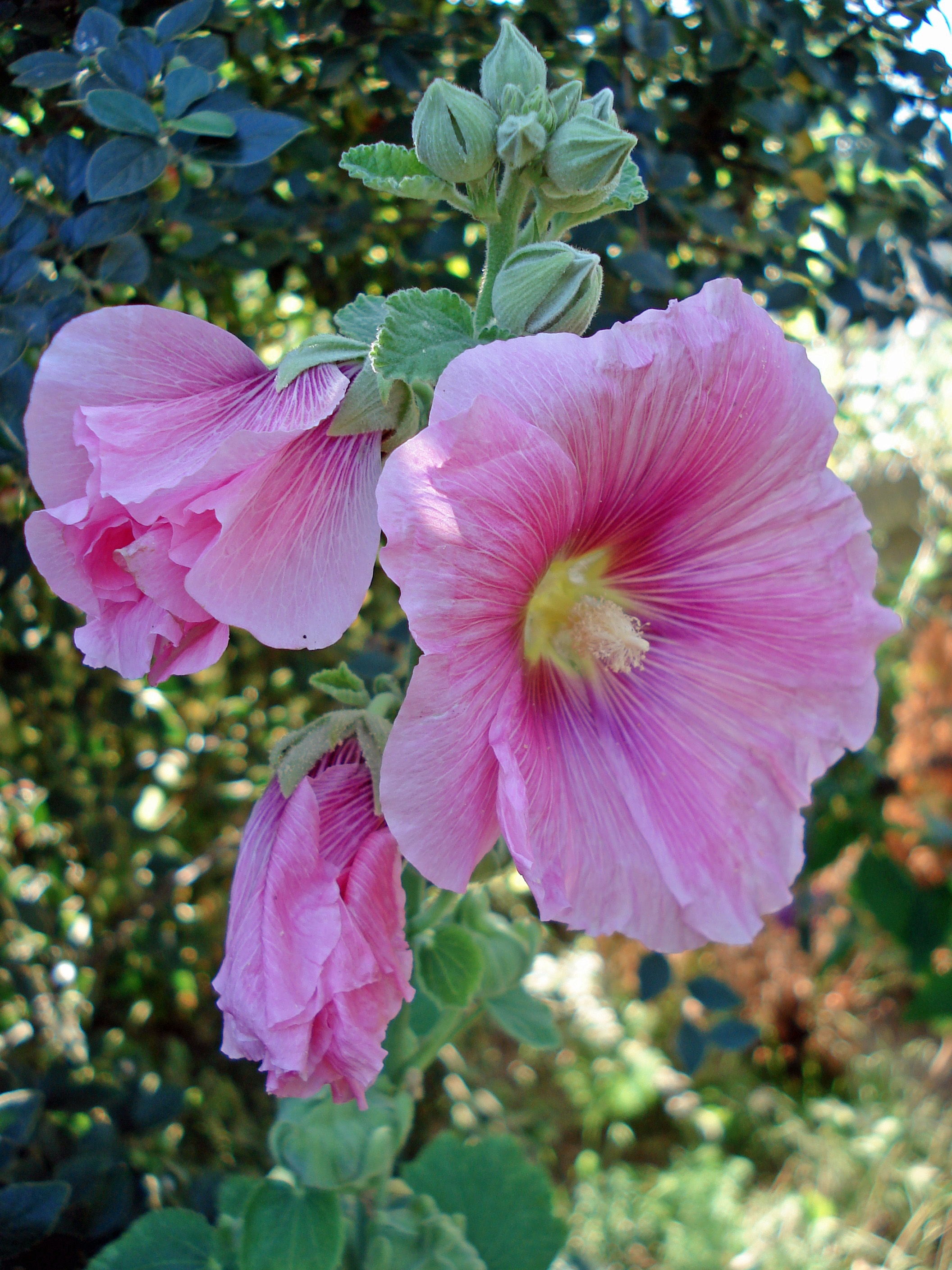
花
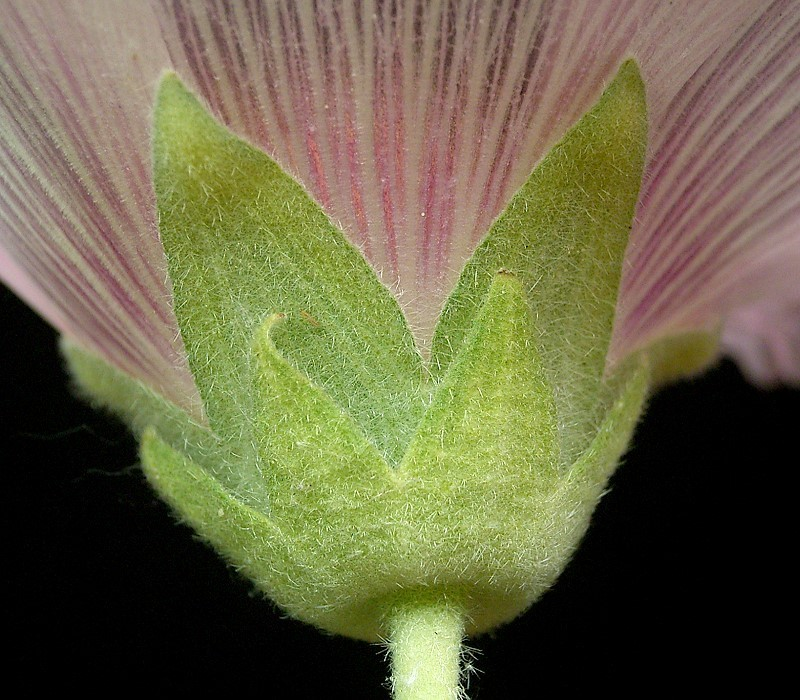
花萼
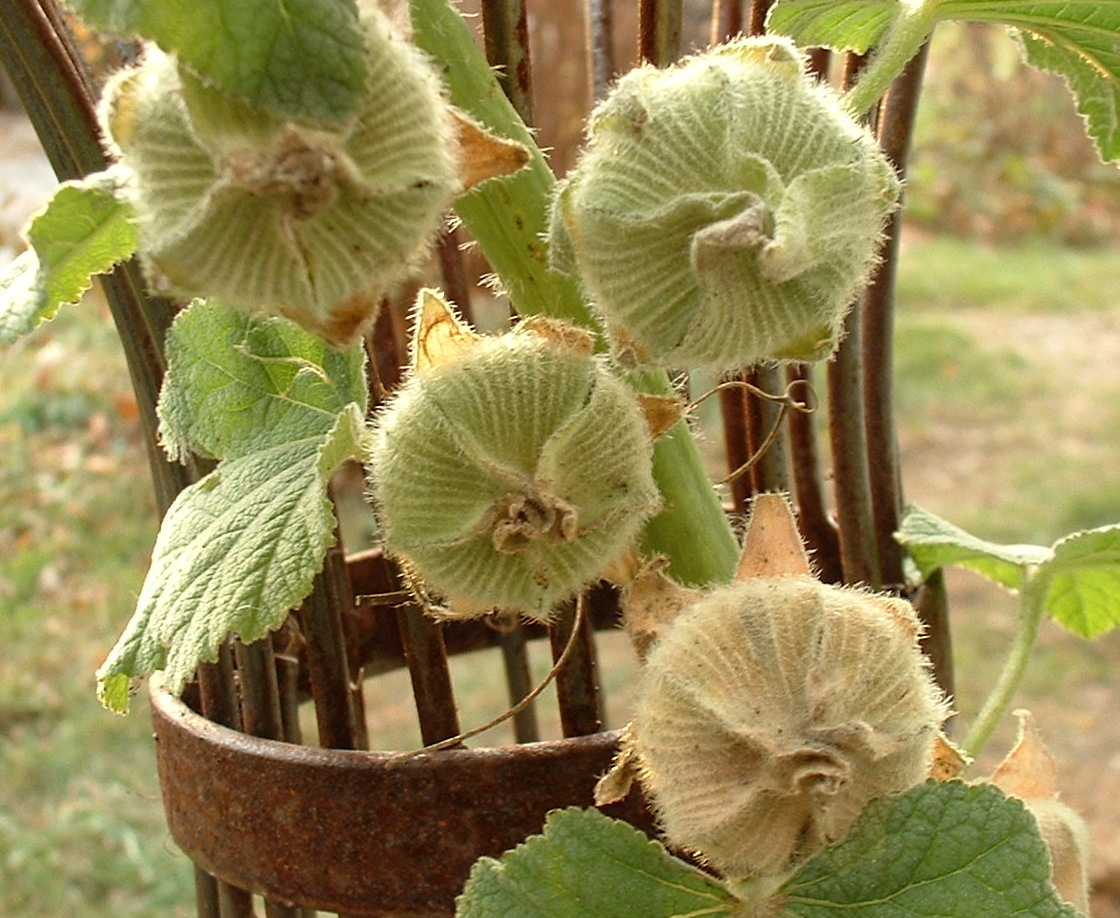
果
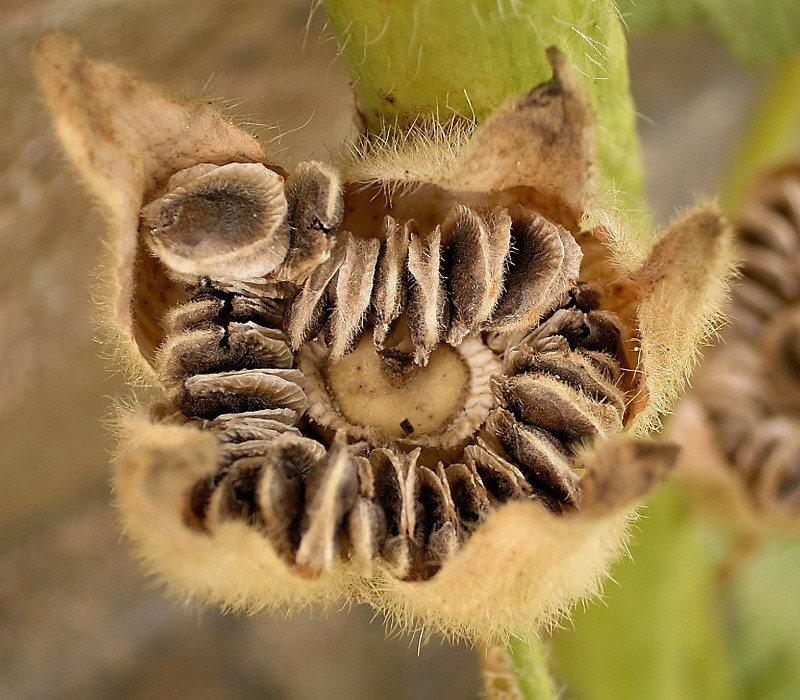
果
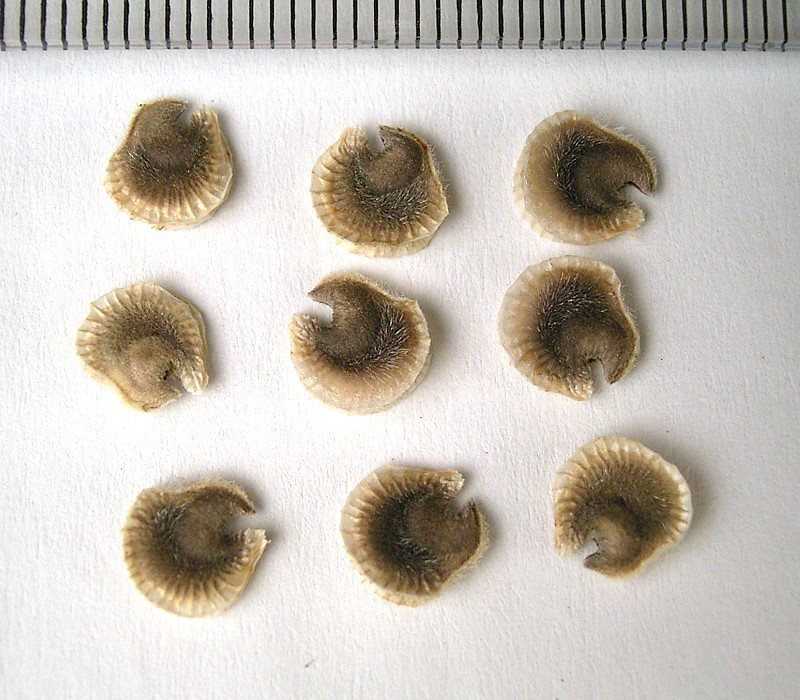
種子

## 药用主治
解互散红，凉血止血，利尿通便。用于梅核气、二便函不利、痢疾、吐血、崩漏、白带、痈肿疮毒、汤火伤等。

## 延伸阅读
[在维基数据编辑]
 《植物名實圖考·蜀葵》，出自吳其濬《植物名實圖考》

## 外部連結
- 蜀葵1 （页面存档备份，存于）
- 蜀葵2（页面存档备份，存于）
- 蜀葵3
- 蜀葵4 （页面存档备份，存于）